# Newtype
Nella serie di anime Gundam un Newtype è lo stadio successivo dell'evoluzione umana. La teoria dietro questa metamorfosi minore, ma di grande importanza, è che per adattarsi alla vita nello spazio la mente umana ha dovuto sviluppare una consapevolezza superiore. Ciò si traduce in una sorta di "sesto senso" che comporta una percezione estremamente fine dello spazio-tempo, oltre che una grande capacità telepatica e riflessi molto più rapidi. Come tali i Newtype tendono ad apparire tra gli "spazionoidi" (esseri umani nati nello spazio), anche se per esempio il Newtype probabilmente più famoso è nato sulla Terra. Appaiono nella linea temporale dell'Universal Century, ma sono presenti anche nella After War.
Un tipo di essere umano molto simile (detto Coordinator) esiste nella linea temporale della Cosmic Era (di Gundam SEED), sebbene la loro evoluzione sia artificiale e ottenuta mediante l'ingegneria genetica. Le abilità principali dei Coordinator sono migliori capacità fisiche piuttosto che mentali, ma alcuni possiedono uno stato di consapevolezza mentale aumentato simile a quello dei Newtype. Il regista della serie Mitsuo Fukuda ha identificato alcuni dei protagonisti (come Mu La Flaga) come Newtype, sebbene il termine non compaia esplicitamente nella serie.

## Caratteristiche personali
Un Newtype in buona sostanza è un individuo che rappresenta l'evoluzione della specie umana, soprattutto in senso intellettivo-intuitivo-sensoriale. I Newtype possiedono capacità avanzate perché il loro modo di sentire, di intuire e di comprendere è molto più sviluppato rispetto agli altri esseri umani standard, noti con il nome di "Oldtype". Queste caratteristiche, che a prima vista potrebbero rivelarsi indubbi vantaggi nel rapporto con le altre persone, in realtà quasi sempre si manifestano come tragici svantaggi, difatti il Newtype spesso e volentieri si sente come imprigionato in un mondo che non lo può comprendere. Qualsiasi essere umano standard, nonostante l'impegno nel profondere dolcezza e comprensione nei confronti di un Newtype, non riuscirà mai a capirlo fino in fondo, anche se le varie serie di Gundam mostrano svariati esempi di esseri umani standard che, nonostante tutto, per amore, cercano di restare vicini al Newtype come possono (vedi Z Gundam, dove Fa Yuiri resta vicino a Camille Vidan ferito alla fine della serie, ben consapevole della maggiore attrazione che lui aveva provato per una Newtype). Mentre inizialmente un Newtype o una Newtype possono essere attratti da un essere umano di vecchio tipo (per i fattori più diversi, quali l'estetica, la simpatia o la bontà) ed illudersi di poter essere con questi felici, alla lunga sono costretti ad ammettere di non poter venire compresi.
Gli esseri umani di vecchio tipo solitamente provano due tipi di attitudini nei confronti dei Newtype: fascinazione ma più facilmente timore. Per questo i Newtype ottengono scarso successo nella conquista del potere nella società: gli altri esseri umani di vecchio tipo, seppur limitati nelle proprie capacità, unendosi contro i Newtype, che sono numericamente di gran lunga inferiori, spesso e volentieri ottengono la vittoria. Il Newtype in effetti fa parte di una percentuale irrisoria all'interno del genere umano. Un altro svantaggio dei Newtype è la difficile accettazione di sé stessi come esseri migliorati e quindi "diversi" rispetto agli altri. Il grado di consapevolezza di questa accettazione è differente nei vari casi (vedi ad esempio Amuro e Lalah in Gundam, dove lei è già molto più consapevole dell'amico). La felicità suprema ed irresistibile per un Newtype è quella di essere attirato da un suo simile che lo potrebbe comprendere e completare, ma nelle varie serie di Gundam solitamente questo evento appare praticamente impossibile, poiché le situazioni avverse fatalmente lo impediscono (vedi il rapporto tormentato di Amuro Ray e Lalah Sun in Gundam e quello di Camille Vidan e Four Murasame in Z Gundam, dove entrambe le coppie si ritrovano ad essere irresistibilmente attratte, ma la realtà le separa a causa dei differenti fronti di battaglia in cui i singoli individui sono impegnati).
Infine, il Newtype, così come presenta potenzialità di grande rilievo, altrettanto è caratterizzato da grandi vulnerabilità e paure, proprio a causa dell'estrema sensibilità ed intelligenza che lo contraddistingue. È anche per questo che i Newtype spesso si combattono, invece di amarsi liberamente, per la paura inconscia che provano nei confronti di quei pochi eletti che li possono capire veramente, e che temono possano facilmente ferirli a causa della loro estrema vulnerabilità, che di nuovo si pone come contraltare alle loro elevate capacità. Il Newtype sostanzialmente presenta grosse difficoltà nell'accettazione di sé stesso come essere "diverso" e a maggior ragione non riesce ad accettare serenamente questa stessa caratteristica nei suoi simili, decretando nella maggior parte dei casi uno stato di fallimento della propria vita personale. La vera grande tragedia della vita sentimentale di un Newtype è che non comprende il carattere di "purezza" della propria indole, presente anche nei suoi simili, per cui si chiude in un'ovvia autodifesa che in realtà è il vero motivo per cui fallisce l'obiettivo della propria realizzazione personale: solo fidandosi ciecamente di sé stessi, due Newtype potrebbero comprendersi ed amarsi in stato di grazia.

## Caratteristiche migliorate
I Newtype sono dotati di un senso di consapevolezza spaziale estremo, quasi un sesto senso. Sono capaci di rilevare empaticamente altri Newtype e sono sensibili alle intenzioni ostili altrui, permettendo loro di reagire con prontezza sbalorditiva alle azioni degli avversari ancora prima che queste vengano attuate.
Alcuni Newtype hanno esibito anche capacità telepatiche e psicocinetiche, principalmente la capacità di manipolare le particelle Minovsky che sono alla base di molte tecnologie dell'Universal Century. Kamille Bidan, il pilota del MSZ-006 Zeta Gundam, apparentemente fu in grado grazie alla sua rabbia di concentrare gli spiriti dei suoi amici morti e creare una barriera simile a una I-Field barrier intorno al suo mobile suit e di incrementare le dimensioni della sua beam saber.
Le capacità dei Newtype sono considerate come molto astratte e trattate come eventi misteriosi, in modo similare a come viene gestita la Forza nella trilogia originale di Guerre Stellari.

## I Newtype e la società
Uno dei più grandi conflitti sociali dell'Universal Century è lo sfruttamento di questi esseri umani avanzati. Nonostante la scoperta della loro esistenza sia stata proclamata da scienziati e filosofi come un raggio di speranza per il futuro dell'umanità, le varie serie della linea temporale dell'Universal Century mostrano come essi siano meramente diventati carne da cannone per politici avidi e militaristi violenti, creando ancora più guerra e distruzione.
Vari personaggi affermano che lo sfruttamento dei Newtype è dovuto alla paura che gli umani normali hanno delle loro capacità, dato che rappresentano il passo successivo dell'evoluzione dell'umanità. Un esempio di ciò è il trattamento di Amuro Ray: nonostante sia l'eroe della Guerra di un Anno, sale di pochissimo di grado nel corso della sua carriera nell'esercito e viene implicato che questo sia dovuto alla sfiducia del governo nei confronti della sua lealtà, a causa del suo stato di Newtype. Molti ritengono che questa sia un'allegoria delle nuove generazioni che rimpiazzano le vecchie e del conflitto e confusione che ne derivano. Anche nelle serie più avanzate cronologicamente della linea temporale dell'Universal Century, i Newtype rimangono un'occorrenza rara tanto quanto lo erano all'epoca della Guerra di un Anno, facilitando un curioso ciclo di sviluppo delle armi, nel quale armi altamente specializzate vengono sviluppate plasmate sulle loro capacità e quindi ritirate dall'uso per la mancanza di utilizzatori in numero sufficiente.

## Famosi Newtype
Il Newtype più famoso è probabilmente il leggendario Amuro Ray protagonista della prima serie, Mobile Suit Gundam. Oltre a svilupparsi in un potente Newtype, affina anche altrettanto, se non di più, la sua superba abilità nel pilotare macchinari.
Char Aznable come Amuro sviluppa le sue formidabili abilità di combattimento solo dopo anni di esperienza. Char è prima di tutto un pianificatore e uno stratega, campi nei quali eccelle, senza alcun aiuto dalle sue capacità di Newtype. Sebbene le sue capacità di Newtype non siano potenti quanto quelle di Amuro, Char è comunque uno dei migliori Newtype della sua era, anche grazie al suo carattere risoluto e ad una certa spietatezza innata.
Secondo le fonti canoniche il pilota Newtype più potente è Judau Ashta di Mobile Suit Gundam ZZ. Nonostante la sua inesperienza e la sua giovinezza Judau esibisce l'ammontare grezzo di abilità newtype tra i più elevati tra i protagonisti della linea temporale dell'Universal Century. Questo è anche dovuto al fatto che la serie era orientata verso un'audience più giovane e il possedere abilità potenti aveva la precedenza sulla credibilità. 
Banagher Links di Mobile Suit Gundam Unicorn (progetto non seguito dall'ideatore della saga Yoshiyuki Tomino) tuttavia mostrerà capacità e poteri ancora più sorprendenti, raggiungendo in poco tempo un livello nettamente superiore a qualsiasi altro personaggio della saga. A bordo dell'RX-0 Unicorn Gundam (unità dotata di Psycho Frame su tutta l'armatura), capace di amplificare a dismisura i poteri newtype del pilota, otterrà un tale livello di abilità ed un tale controllo su di esse da risultare quasi onnipotente rispetto a qualsiasi altro Newtype dell'epoca, anche enormemente più esperti come Full Frontal o Marida Cruz. Più volte nel corso della serie compirà azioni che piegheranno completamente le leggi della fisica (fenomeni conosciuti anche come Axis Shock) come disturbare localmente la gravità, sorreggere intere navi spaziali fino addirittura ad arrivare a bloccare un Colony Laser, l'arma ad energia più potente della linea temporale Universal Century. 

## Newtype nell'Universal Century
La parola Newtype entrò in uso per la prima volta quando Zeon Zum Deikun, fondatore della colonia spaziale che divenne il Principato di Zeon, creò la sua filosofia: il genere umano era destinato ad abbandonare la Terra per lo spazio, dove si sarebbe evoluto in un nuovo stadio dell'evoluzione detto Newtype (nuovo tipo).
Questa filosofia venne accettata da molte persone fino al punto di diventare superstizione e divenne un nome per chi possedeva abilità strane ed eccezionali. Così, quando, durante la Guerra di un Anno, potenziali psichici migliorati cominciarono a manifestarsi in alcuni individui, l'idea che i Newtype si fossero evoluti in umani con abilità psichiche in conseguenza dello spostamento nello spazio cominciò a fissarsi. In contrasto gli umani non migliorati vennero detti Oldtype ("vecchio tipo")
Con il passare del tempo il numero di nuovi Newtype rimase discretamente stabile. Comunque dato che i loro destini erano stati trasformati da "futuro del genere umano" a "armi viventi" forzati a combattere in guerra, cominciarono a essere sopravanzati in numero da Newtype creati artificialmente. Così per l'epoca della Seconda Guerra di Neo Zeon (Char's Counterattack), era dubbio se questi Newtype corrispondessero realmente a quelli della teoria di Deikun.

### Progetto U.C.
Alla fine degli eventi di Char's Counterattack, come conseguenza dell'Axis Shock, la Federazione prese ufficialmente coscienza dell'esistenza dei Newtype e del pericolo che le loro abilità ponevano per il resto della popolazione Oldtype. Per questo motivo venne istituito il Progetto U.C. con il fine di sviluppare armi in grado di combattere, e all'occorrenza sterminare, in modo efficace i Newtype. Gli sforzi di questo progetto convogliarono nelle due unità gemelle denominate RX-0 Unicorn Gundam e RX-0 Unicorn Gundam 02 Banshee, dotate del potente sistema NT-D (NewType-Destroyer). Questo sistema è in grado autonomamente di rilevare ed annullare con grande efficacia le abilità newtype avversarie, e, se non controllato da un pilota con una potente forza di volontà, ha come priorità lo sterminio di qualsiasi Newtype ostile. Al fine di utilizzare l'NT-D tuttavia il pilota deve essere Newtype, questo costituisce un chiaro paradosso alla base del progetto U.C. L'Unicorn Gundam Full Armor può essere considerato l'apice della tecnologia Newtype.

### Newtype come soldati
Poco dopo la loro scoperta il potenziale di combattimento dei Newtype venne rapidamente sfruttato dalle varie fazioni militari. Diverse tecnologie permettono a questi Newtype di controllare le armi remote conosciute come Funnels e Bits e altri tipi di armi controllate psichicamente. Alcuni sistemi permettono ad un Newtype di controllare interi mobile suit o mobile armour semplicemente con il potere della loro mente, sebbene a tale scopo siano richiesti Newtype eccezionalmente potenti. Sono state progettate molti tipi di interfacce per l'uso da parte di Newtype, come il cinematic Psycoframe.

### Newtype artificiali
Diversi progetti di ricerca hanno tentato di espandere artificialmente le capacità dei Newtype o di conferirle a persone normali. L'Istituto Flanagan ha un ruolo prominente in questo progetti di ricerca e ha creato diversi Newtype artificiali utilizzati in missioni di combattimento. Comunque i risultati di questi progetti si sono finora rivelati come difettosi, dato che pur possedendo abilità potenti molti "umani migliorati" hanno sofferto frequentemente di instabilità mentale estrema. Il miglior esempio di questo fenomeno è Four Murasame.

## Tecnologie newtype

### Sistema Psycommu
Uno Psycommu è un apparecchio direttamente connesso ai pensieri dell'utilizzatore, attraverso i quali questi può manipolarlo. Il nome deriva dall'unione di psychic ("psichico") e communicator ("comunicatore").
Le ricerche sugli Psycommu iniziarono quando venne scoperto che le onde cerebrali ignorano le interferenze create dalle particelle Minovsky. Il Principato di Zeon iniziò le ricerche sui poteri dei Newtype e sviluppò il Psycommu System per uso esclusivo dei Newtype.
Fondamentalmente un Sistema Psycommu funziona leggendo passivamente le onde cerebrali dei Newtype e quindi traducendole in codice macchina. Poiché le onde cerebrali non sono influenzate dalle proprietà di interferenza radio delle particelle Minovsky, venne usato inizialmente per controllare armi remote, di solito equipaggiate con un singolo beam gun. Questo permise di tornare a ingaggiare il combattimento oltre la distanza di vista, dato che bits e funnel furono le prime armi a poter ingaggiare bersagli oltre il raggio visivo da dopo la scoperta delle particelle Minovsky. Successivamente venne utilizzato anche per incrementare i tempi di risposta ai comandi.

### Bio sensor
Nell'UC 0087 il sistema Psycommu venne migliorato per interfacciarsi con il pilota newtype di un mobile suit (bio sensor). Il bio sensor amplifica il potere, velocità e forza di un mobile suit per un breve periodo di tempo e in alcuni casi usa il potere psichico come arma, quando il pilota è mentalmente ed emozionalmente eccitato, di solito arrabbiato o sconvolto.

### Anti-funnel System
L'Anti-funnel System venne usato dal mobile suit REON (Robotic Environment Operating-system Nucleus) Ver.5.7 Gundam Zephyr Phantom Mark II "Reon", nel manga omonimo. L'Anti-funnel System funziona bloccando le onde Psycommu e perciò interrompendo l'uso di armi remote come bits o funnels.

### Psycoframe
Comparsa per la prima volta in Char's Counterattack, lo Psycoframe è una tecnologia che inserisce lo Psycommu direttamente nella struttura atomica metallica di un mobile suit. Ciò permette a un pilota newtype di controllare il mobile suit come se fosse il suo proprio corpo (similmente a come sono controllati in G Gundam). I sistemi Psycommu tradizionali richiedono grandi sottosistemi e sono tradizionalmente installati su grossi Mobile armour. Con lo sviluppo dello Psycoframe divenne possibile installare un sistema Psycommu anche in mobile suit.
Il primo mobile suit a esserne equipaggiato fu il MSN-04 Sazabi di Neo Zeon, costruito per Char Aznable dall'Anaheim Electronics. Sperando in una buona battaglia contro il suo rivale da lungo tempo Amuro Ray, Char segretamente lasciò trapelare il segreto di questa tecnologia alla squadra di sviluppo del RX-93 Nu Gundam - sempre dell'Anaheim Electronics.
Oltre alle capacità dello Psycommu, lo Psycoframe pare avere la capacità di potenziare i comandi ricevuti dalle onde cerebrali e aumentare la capacità del mobile suit oltre alle sue capacità di progetto. Il misterioso potere che impedì all'asteroide Axis di cadere sulla Terra viene spesso spiegato come dovuto allo Psycoframe che assorbì le intense emozioni dei piloti di mobile suit e degli abitanti della Terra.
Nota: nella versione romanzata di Char's Counterattack, Beltorchika's Children, un terzo mobile suit, lo Psyco Doga, viene anch'esso equipaggiato di Psycoframe. Lo Psyco Doga, che servì da prototipo per il potente mobile armour Alpha Azieru non è mai comparso in una serie animata.
In Mobile Suit Gundam Unicorn compaiono i primi (e unici) mobile suit dotati di Psycho Frame su tutta l'armatura: le unità gemelle RX-0 Unicorn Gundam e RX-0 Unicorn Gundam 02 Banshee. Questa configurazione aumenta a dismisura i tempi di reazione e l'efficacia dell'unità oltre ad aumentare enormemente i poteri newtype. Questa tecnologia, per quanto potente, non è esente da inconvenienti, come ad esempio il limitato tempo di utilizzo o il non completo controllo sull'unità stessa. Con il limitatore disattivato (modalità destroyer) infatti il corpo e la mente del pilota sono posti sotto enorme stress a causa delle elevatissime prestazioni del mobile suit, il quale, al fine di evitare danni permanenti all'utilizzatore (spesso la morte), reinserisce automaticamente il limitatore dopo circa 5 minuti. Durante tutto il periodo operativo della modalità destroyer al pilota vengono somministrati farmaci e stimolanti per evitare svenimenti e altri inconvenienti come stagnazione del sangue (altrimenti inevitabile dati i livelli di accelerazione G).

### NT-D
L'NT-D (NewType-Destroyer) è un sistema sviluppato nell'ambito del progetto U.C. con il fine di combattere e sterminare i newtype, esso è equipaggiato sulle unità unicorn-type e necessita di un pilota newtype per essere utilizzato. Si attiva automaticamente ogni qualvolta rileva onde cerebrali newtype ostili, non essendo in grado di distinguere i newtype naturali da quelli artificiali, tuttavia un pilota dalla grande forza di volontà può controllare l'NT-D, decidendo quando attivarlo e quando disattivarlo. La caratteristica principale del sistema è quello utilizzare il grande potere dello Psycho Frame degli Unicorn Gundam per disabilitare e/o controllare l'armi newtype avversarie, tipicamente bit e funnel, azzerando quindi il vantaggio tattico che da esse deriva. L'NT-D ha un certo controllo sull'unità e ha come priorità l'eliminazione di tutti i newtype ostili, maggiore è la risoluzione del pilota maggiore è il controllo che esso può esercitare sul sistema, fino anche a prenderne il completo controllo (la cosiddetta modalità awakened). L'NT-D ha un tempo di utilizzo di circa 5 minuti dato l'enorme stress a cui sottopone la mente del pilota. Il sistema NT-D è simile all'EXAM System e alla Super Mode dello Shining Gundam.

### Quasi-Psycommu
Il Quasi-Psycommu venne sviluppato per estendere le capacità di controllo remoto di non newtype. Questo sistema può attivamente scandire le onde cerebrali del pilota, non importa quanto siano deboli, e quindi tradurle in comandi per il computer che controlla le armi remote. Usando il Quasi-Psycommu anche un umano normale può controllare semplici armi remote filoguidate, come gli Incoms, che diversamente da funnels o bits devono essere filoguidati perché i segnali elettrici dell'incom verrbbero altrimenti bloccati dalle particelle Minovsky.
Il Quasi-Psycommu applicato per la prima volta nel AMX-002 Neue Ziel di Axis Zeon nell'UC 0083, è conosciuto solo come half-control computer system. Successivamente i Titans nell'UC 0087 svilupparono una propria versione miniaturizzata che venne installa su diverse unità come il ORX-013 Gundam Mk-V e il MRX-010 Psyco Gundam Mark II. Quando il relitto dello Psyco Gundam Mark II venne recuperato dalle forze di Neo Zeon queste furono in grado di ricostruire il sistema e lo usarono in molte loro unità come l'AMX-103 Hamma Hamma e l'AMX-114 Doven Wolf.

### Neo-Psycommu
Il Neo-Psycommu migliora il Quasi-Psycommu permettendo a un pilota di controllare il veicolo semplicemente con i suoi pensieri, senza alcun controllo manuale. L'unico esempio di questo fu l'enorme mobile armour XMA-01 Rafflesia, nel quale l'elmetto del pilota conteneva numerosi recettori neurali ed era connesso al mobile armour mediante cavi in fibra ottica.

### Bio-computer
Il bio-computer venne sviluppato nell'UC 0123, ed impiegato per la prima volta nell'F91 Gundam Formula 91 e quindi incorporato nel XM-X Crossbone Gundam nell'UC 0133. In sostanza si tratta di uno Psycommu invertito, invece di leggere le onde cerebrali del pilota, analizza i dati osservati dai sensori e quindi li invia direttamente al cervello del pilota. Questo sistema può essere usato anche da non newtype, ma solo i newtype possono sfruttarne al massimo il potenziale.

### EXAM System
L'EXAM System (Blue Destiny) fu piuttosto simile ad un bio-computer, eccettuato che funzionava utilizzando l'anima del pilota newtype Marion Welch, incorporata nel sistema. A causa del fatto che contiene un'anima, alle volte va in berserk e non può essere controllato dal pilota, con conseguenze a volte fatali. Per contrastare questo, il suo tempo operativo è ridotto a 5 minuti.

### Angel Halo
Angel Halo fu una fortezza Psycommu, fondamentalmente una gigantesca struttura circolare con una nave di controllo al centro. Mentre altri sistemi Psycommu leggono semplicemente i pensieri del pilota trasformandoli in comandi per le armi, l'Angel Halo imbriglia il potere di centinaia di newtype (controllati da un singolo newtype nel centro) e li usa per "devolvere" la mente umana. Potrebbe letteralmente ridurre un adulto allo stadio cerebrale di un infante e anche più indietro. Venne tentato di usarlo come arma per cancellare le menti di tutti gli abitanti della Terra.